# Fotbollsallsvenskan 2007
Fotbollsallsvenskan 2007 spelades mellan den 6 april och den 28 oktober 2007, och vanns av IFK Göteborg, som säkrade SM-guldet efter seger med 2-0 hemma över Trelleborgs FF i den sista omgången av serien. IF Brommapojkarna slutade sist, och föll därmed ur serien.
Inför denna den 83:e säsongen av Fotbollsallsvenskan flyttades de två sämst placerade lagen i Allsvenskan 2006, Örgryte IS och Östers IF, ned till Superettan 2007 och ersattes av Trelleborgs FF respektive tvåan Örebro SK, som var de två främsta lagen i Superettan 2006. BK Häcken åkte ur Allsvenskan 2006 efter kvalspel mot IF Brommapojkarna, som vann sammanlagt med 4-1.

## Beslut inför 2007
Den 9 december 2006 tog Svenska Fotbollförbundet följande beslut :
- Homegrown players

Sju av 16 spelare i matchtruppen i Allsvenskan, Superettan och Division 1 måste ha varit registrerade för en svensk klubb i minst tre år under åldern 15-21 år.
- Pyroteknik

All pyroteknik på läktarna förbjöds och dispenserna avskaffades helt.
- Rasism

Efter inspiration från de internationella förbunden togs beslutet att från Fotbollsallsvenskan 2007 införa bestraffningar för all form av rasism, såväl på planen som på läktaren. Det beslutades också att i extrema fall tillämpa poängavdrag, vilket dock inte behövdes under 2007.

### Utökning
Från Allsvenskan 2008 skulle serien utökas från 14 till 16 lag. IFK Göteborg och Malmö FF hade uttalat sig negativt om detta. Bara ett lag, det sist placerade, åkte därmed ur Allsvenskan 2007, medan de tre bäst placerade lagen i Superettan 2007 gick direkt upp utan att någon tvingas kvala. Initiativet togs av Svensk Elitfotboll.

## Arenor

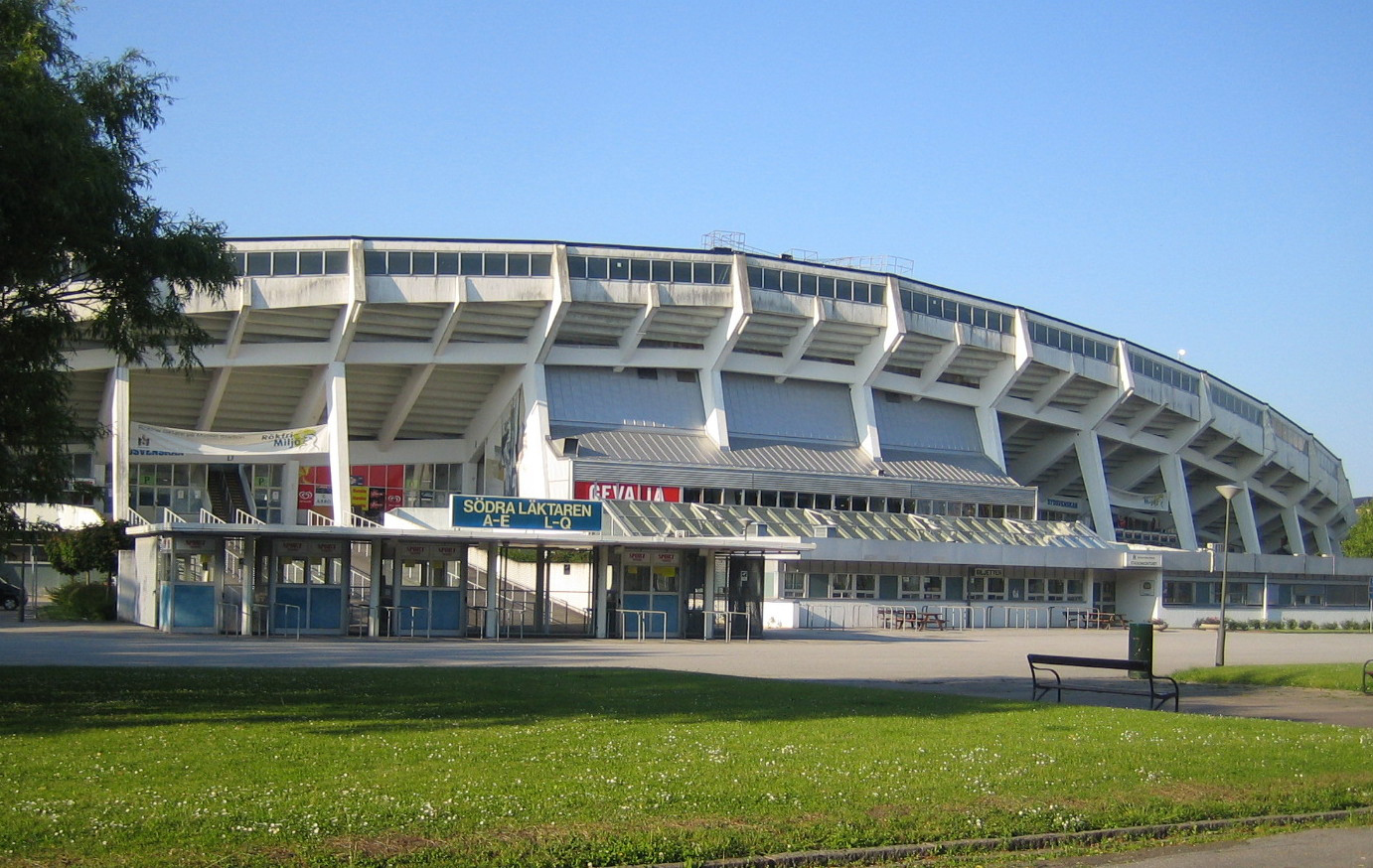
Malmö Stadion

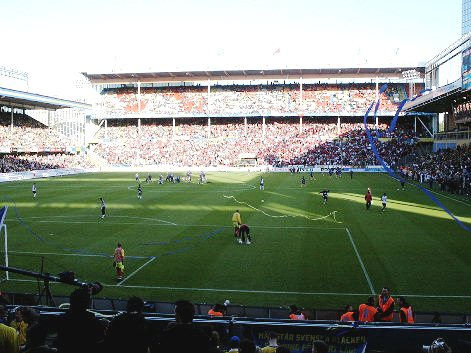
Råsunda fotbollsstadion

| Lag               | Arena              | Kapacitet |
| ----------------- | ------------------ | --------- |
| AIK               | Råsunda            | 36 608    |
| IF Brommapojkarna | Grimsta IP         | 8 000     |
| Djurgårdens IF    | Stockholms Stadion | 14 417    |
| IF Elfsborg       | Borås Arena        | 16 900    |
| GAIS              | Ullevi             | 43 000    |
| Gefle IF          | Strömvallen        | 7 197     |
| IFK Göteborg      | Ullevi             | 43 000    |
| Halmstads BK      | Örjans Vall        | 16 000    |
| Hammarby IF       | Söderstadion       | 16 815    |
| Helsingborgs IF   | Olympia            | 17 100    |
| Kalmar FF         | Fredriksskans IP   | 10 000    |
| Malmö FF          | Malmö Stadion      | 26 500    |
| Trelleborgs FF    | Vångavallen        | 10 500    |
| Örebro SK         | Behrn Arena        | 13 000    |

## Tabeller

### Poängtabell
Sluttabellen från Fotbollsallsvenskan 2007
  
| Nr | Lag                   | S  | V  | O  | F  | GM | IM | MS  | P  |
| -- | --------------------- | -- | -- | -- | -- | -- | -- | --- | -- |
| 1  | IFK Göteborg          | 26 | 14 | 7  | 5  | 45 | 23 | +22 | 49 |
| 2  | Kalmar FF             | 26 | 15 | 3  | 8  | 43 | 32 | +11 | 48 |
| 3  | Djurgårdens IF        | 26 | 13 | 7  | 6  | 39 | 24 | +15 | 46 |
| 4  | IF Elfsborg (RM)      | 26 | 10 | 10 | 6  | 39 | 30 | +9  | 40 |
| 5  | AIK                   | 26 | 10 | 8  | 8  | 30 | 27 | +3  | 38 |
| 6  | Hammarby IF           | 26 | 11 | 3  | 12 | 35 | 31 | +4  | 36 |
| 7  | Halmstads BK          | 26 | 9  | 9  | 8  | 33 | 41 | −8  | 36 |
| 8  | Helsingborgs IF       | 26 | 9  | 8  | 9  | 49 | 37 | +12 | 35 |
| 9  | Malmö FF              | 26 | 9  | 7  | 10 | 29 | 28 | +1  | 34 |
| 10 | Gefle IF              | 26 | 9  | 7  | 10 | 29 | 30 | −1  | 34 |
| 11 | Gais                  | 26 | 7  | 8  | 11 | 24 | 37 | −13 | 29 |
| 12 | Örebro SK (U)         | 26 | 6  | 7  | 13 | 28 | 45 | −17 | 25 |
| 13 | Trelleborgs FF (U)    | 26 | 5  | 8  | 13 | 22 | 38 | −16 | 23 |
| 14 | IF Brommapojkarna (U) | 26 | 5  | 8  | 13 | 21 | 43 | −22 | 23 |

### Resultattabell
| Hemma \ Borta     | AIK | DIF | GAIS | GIF | HBK | HAIF | HEIF | IFB | IFE | IFKG | KFF | MFF | TFF | ÖSK |
| AIK               | —   | 1–1 | 0–0  | 1–0 | 1–1 | 1–0  | 0–1  | 3–0 | 0–1 | 0–1  | 0–1 | 3–1 | 2–0 | 1–1 |
| Djurgårdens IF    | 3–1 | —   | 0–1  | 2–1 | 2–0 | 1–0  | 3–1  | 0–1 | 2–1 | 2–1  | 1–3 | 1–0 | 1–1 | 4–1 |
| Gais              | 1–1 | 1–1 | —    | 1–0 | 2–1 | 1–1  | 0–3  | 2–1 | 2–1 | 0–1  | 0–3 | 1–2 | 3–1 | 1–1 |
| Gefle IF          | 0–0 | 0–2 | 1–0  | —   | 2–0 | 1–0  | 4–0  | 1–1 | 2–2 | 0–2  | 2–1 | 2–1 | 1–0 | 0–0 |
| Halmstads BK      | 2–2 | 1–2 | 2–2  | 0–0 | —   | 2–2  | 2–1  | 1–0 | 3–0 | 1–3  | 2–1 | 1–3 | 1–0 | 3–1 |
| Hammarby IF       | 1–2 | 2–0 | 4–0  | 4–3 | 0–1 | —    | 0–2  | 4–0 | 0–1 | 3–1  | 1–0 | 1–0 | 3–0 | 1–0 |
| Helsingborgs IF   | 2–3 | 1–4 | 1–1  | 3–1 | 9–0 | 4–2  | —    | 1–1 | 0–1 | 2–2  | 5–0 | 0–1 | 1–1 | 4–1 |
| IF Brommapojkarna | 0–2 | 1–0 | 1–0  | 2–1 | 1–1 | 0–2  | 1–1  | —   | 1–1 | 1–2  | 1–2 | 0–1 | 0–3 | 3–1 |
| IF Elfsborg       | 2–0 | 2–2 | 5–1  | 1–1 | 1–1 | 1–2  | 0–0  | 3–0 | —   | 3–1  | 2–2 | 1–1 | 2–0 | 0–2 |
| IFK Göteborg      | 1–2 | 1–1 | 1–0  | 2–0 | 1–1 | 3–0  | 0–0  | 0–0 | 2–2 | —    | 3–2 | 1–2 | 2–0 | 2–0 |
| Kalmar FF         | 2–0 | 1–0 | 2–2  | 0–1 | 3–0 | 2–0  | 2–0  | 2–2 | 2–1 | 0–5  | —   | 2–0 | 0–1 | 2–0 |
| Malmö FF          | 4–0 | 1–1 | 1–0  | 1–1 | 1–2 | 1–1  | 1–1  | 2–0 | 1–2 | 0–2  | 1–2 | —   | 0–0 | 1–0 |
| Trelleborgs FF    | 0–0 | 0–3 | 0–1  | 3–2 | 1–1 | 1–0  | 2–3  | 3–3 | 1–2 | 1–1  | 1–3 | 2–1 | —   | 0–0 |
| Örebro SK         | 1–4 | 0–0 | 2–1  | 1–2 | 0–3 | 3–1  | 4–3  | 4–0 | 1–1 | 0–4  | 1–3 | 1–1 | 2–0 | —   |

## Statistik

### Skytteliga
Uppdaterad 28 oktober 2007
| Rank | Spelare          | Klubb           | Mål |
| ---- | ---------------- | --------------- | --- |
| 1    | Marcus Berg      | IFK Göteborg    | 14  |
| 1    | Razak Omotoyossi | Helsingborgs IF | 14  |
| 3    | César Santin     | Kalmar FF       | 12  |
| 4    | Johan Oremo      | Gefle IF        | 11  |
| 5    | José Júnior      | Malmö FF        | 9   |
| 5    | Paulinho Guará   | Hammarby IF     | 9   |
| 5    | Anders Svensson  | IF Elfsborg     | 9   |
| 5    | Henrik Larsson   | Helsingborgs IF | 9   |
| 9    | Quirino          | Djurgårdens IF  | 8   |
| 9    | Sebastián Eguren | Hammarby IF     | 8   |
| 9    | Stefan Ishizaki  | IF Elfsborg     | 8   |

### Publik

#### Publiksnitt
Allsvenskans publiksnitt under säsongen 2007 var 10 258 personer.
Publikligan vanns av AIK för 34:e gången, vinnarnas snitt var 20 465. Tvåa i publikligan kom Svenska mästarna IFK Göteborg med 15 797 som snitt.
- 20 465: AIK
- 15 797: IFK Göteborg
- 14 148: Djurgårdens IF
- 13 505: Hammarby IF
- 13 364: Malmö FF
- 12 000: Helsingborgs IF
- 11 866: IF Elfsborg
- 8 818: Örebro SK
- 7 360: Halmstads BK
- 6 887: GAIS
- 6 219: Kalmar FF
- 5 155: Gefle IF
- 4 571: IF Brommapojkarna
- 3 458: Trelleborgs FF

#### Högsta publiksiffror
Endast publiksiffror på över 25 000 åskådare finns med i listan.
| Publik | Arena   | Hemmalag       | Bortalag       | Matchresultat | Datum        |
| ------ | ------- | -------------- | -------------- | ------------- | ------------ |
| 41 471 | Ullevi  | IFK Göteborg   | Trelleborgs FF | 2-0           | 28 oktober   |
| 34 116 | Råsunda | AIK            | Djurgårdens IF | 1-1           | 24 september |
| 32 529 | Råsunda | Djurgårdens IF | AIK            | 3-1           | 28 maj       |
| 30 956 | Ullevi  | Gais           | IFK Göteborg   | 0-1           | 25 september |
| 30 406 | Ullevi  | IFK Göteborg   | Gais           | 1-0           | 28 maj       |
| 30 339 | Ullevi  | IFK Göteborg   | IF Elfsborg    | 2-2           | 15 september |
| 30 318 | Råsunda | AIK            | Hammarby IF    | 1-0           | 24 april     |
| 26 334 | Råsunda | AIK            | Kalmar FF      | 0-1           | 9 april      |
| 25 870 | Råsunda | Hammarby IF    | AIK            | 1-2           | 3 september  |

## Svenska mästarna
De 16 spelare med flest allsvenska matcher tilldelades Svenska Fotbollförbundets guldmedalj. Spelarna tilldelades även RF:s mästerskapstecken.
| Spelare                     | Matcher | Mål |
| --------------------------- | ------- | --- |
| #1 Bengt Andersson (MV)     | 26      | 0   |
| #9 Stefan Selakovic         | 26      | 3   |
| #22 Ragnar Sigurðsson       | 26      | 0   |
| #18 Jonas Wallerstedt       | 25      | 7   |
| #5 Mattias Bjärsmyr         | 25      | 2   |
| #19 Pontus Wernbloom        | 24      | 6   |
| #6 Adam Johansson           | 24      | 0   |
| #14 Hjálmar Jónsson         | 23      | 1   |
| #13 Gustav Svensson         | 22      | 1   |
| #10 Niclas Alexandersson    | 20      | 2   |
| #8 Thomas Olsson            | 19      | 2   |
| #21 Marcus Berg             | 17      | 14  |
| #20 Eldin Karišik           | 17      | 1   |
| #17 George Mourad           | 13      | 0   |
| #23 Andrés Vasquez          | 12      | 2   |
| #15 Jakob Johansson         | 9       | 0   |
| Ej tilldelade guldmedalj:   |         |     |
| #7 Tobias Hysén             | 6       | 1   |
| #24 Jonatan Berg            | 5       | 1   |
| #11 Mathias Ranégie         | 5       | 0   |
| #16 Magnus "Ölme" Johansson | 5       | 1   |
| #26 Ali Gerba               | 1       | 0   |
| #28 Nicklas Bärkroth        | 1       | 0   |
| #2 Sebastian Eriksson       | 0       | 0   |
| #3 José Shaffer             | 0       | 0   |
| #4 Bastian Rojas Diaz       | 0       | 0   |
| #12 David Stenman (MV)      | 0       | 0   |
| #25 Erik Dahlin (MV)        | 0       | 0   |
| #27 Joakim Olsson (MV)      | 0       | 0   |

MV = målvakt.
- Tränare: Stefan Rehn och Jonas Olsson

### Fotnoter
1. ↑  Svenska Fotbollförbundet 9 december 2006 - Hårdare regler mot diskriminering Arkiverad 29 september 2008 hämtat från the Wayback Machine.
2. ↑  ”Tabell och resultat – Allsvenskan Herrar”. svenskfotboll.se. Svenska Fotbollförbundet. Arkiverad från originalet den 8 december 2010. https://web.archive.org/web/20101208040712/http://svenskfotboll.se/allsvenskan/tidigare-ar/resultat-2007/tabell/. Läst 27 juli 2011.
3. ↑  Allsvensk skytteliga från Svenskfotboll.se Arkiverad 30 september 2007 hämtat från the Wayback Machine.
4. ↑  ”Allsvenska skyttekungar och publiksnitt”. Svenska Fotbollförbundet. 26 februari 2004. https://www.svenskfotboll.se/serier-cuper/elitfotboll/historik-herr/skyttekungar--publiksnitt/. Läst 11 oktober 2011.